# Замок Клонскі
Замок Клонскі (англ. Clonskeagh Castle, ірл. Caisleán Cluain Sceach) — Кашлен Клуань Скех — один із замків Ірландії, розташований у графстві Дублін в однойменному південному передмісті нинішнього Дубліна. Назва ірландською мовою перекладається як «замок луки білої колючки».
Замок Клонскі являє собою оригінальну споруду, приклад ірландського замку, збудованого в георгіївському стилі (стилі часів короля Георга). Замок збудував промисловець і політичний діяч Генрі Джексон у 1798 році. Пізніше, у 1811 році замок перебудували, було добудовано дві вежі.
Замок має великий підвал. Підвали такого типу перестали будувати і використовувати на початку ХХ століття, вони стали надмірними, і в даний час цей підвал використовуються тільки для зберігання.
Нині цей замок перетворений у готель і ресторан із вегетаріанською кухнею та музичним клубом.